# 烏拉加奇湖
55°37′30″N 60°44′54″E / 55.62500°N 60.74833°E
烏拉加奇湖（俄语：Улагач），是俄羅斯的湖泊，位於該國西南部，由車里雅賓斯克州負責管轄，處於阿爾加亞什區，面積10.8平方公里，海拔高度245米，平均水深3至4米，最大水深6米。